# Causse Méjean
Causse Méjean este o arie protejată (sit de importanță comunitară — SCI) din Franța întinsă pe o suprafață de 1.269 ha, integral pe uscat.

## Localizare
Centrul sitului Causse Méjean este situat la coordonatele 44°17′44″N 3°31′31″E / 44.29556°N 3.52528°E.

## Înființare
Situl Causse Méjean a fost declarat arie specială de conservare în baza directivei 92/43 din 1992 referitoare la conservarea habitatelor naturale și a faunei și florei sălbatice pentru a proteja 5 specii de animale.

## Biodiversitate
Situată în ecoregiunea mediteraneană, aria protejată conține 5 habitate naturale: Pajiști uscate seminaturale și facies de acoperire cu tufișuri pe substraturi calcaroase (Festuco-Brometalia) (* situri importante pentru orhidee), Pseudostepă cu ierburi și specii anuale de Thero-Brachypodietea, Pante stâncoase calcaroase cu vegetație casmofită, Formațiuni de Juniperus communis pe lande sau pajiști calcaroase, Formațiuni stabile xerotermofile de Buxus sempervirens pe pante stâncoase (Berberidion p.p.).
La baza desemnării sitului se află mai multe specii protejate de  mamifere (5): liliac cu urechi de șoarece (Myotis blythii), liliac cărămiziu (Myotis emarginatus), liliac comun (Myotis myotis), liliacul mare cu potcoavă (Rhinolophus ferrumequinum), liliacul mic cu potcoavă (Rhinolophus hipposideros)